# 스즈카와촌
스즈카와촌(鈴川村)은 야마가타현 히가시무라야마군에 있던 촌이다.

## 역사
- 1889년 4월 1일 - 정촌제 시행에 수반해 히가시무라야마군 6촌이 합병해, 스즈카와촌이 성립하였다.
- 1943년 4월 1일 - 야마가타시에 편입되었고. 동일 스즈카와촌이 폐지되었다.

## 참고문헌
- 『市町村名変遷辞典』東京堂出版、1990年。

## 外部リンク
- 鈴川地区 보관됨 2014-08-07 - 웨이백 머신 - 야마가타 시청
- 鈴川・山家・沼の辺 - 야마가타시 관광협회